# گرهارد سیدل
گرهارد سیدل (انگلیسی: Gerhard Siedl; ۲۲ مارس ۱۹۲۹ – ۹ مهٔ ۱۹۹۸) بازیکن فوتبال اهل آلمان بود.
از باشگاه‌هایی که در آن بازی کرده‌است می‌توان به باشگاه فوتبال آزد آلکمار، باشگاه فوتبال ردبول زالتسبورگ، باشگاه فوتبال بازل، باشگاه فوتبال کارلسروهه، باشگاه فوتبال آستریا زالتسبورگ، باشگاه فوتبال بایرن مونیخ، و باشگاه فوتبال زاربروکن اشاره کرد.
وی همچنین در تیم‌های ملی فوتبال زارلند و آلمان بازی کرده‌است.